# Jane Gylling
Jane Gylling (n. 6 aprilie 1902, Visby, Comitatul Gotland, Suedia – d. 10 martie 1961, Örgryte församling⁠(d), Gothenburg and Bohus County⁠(d), Suedia) a fost o înotătoare ce a reprezentat Suedia, medaliată olimpică. A participat la 2 ediții ale Jocurilor Olimpice (1920, 1924) în care a câștigat o medalie de bronz.